# بشام
البشام (أبو شام)، أو البلسان، أو البلسان العجلوني، أو البلسان الجلعادي (نسبة إلى منطقة جلعاد التاريخية الموازية لمنطقة عجلون الآن)، أو بلسم مكة أو خردل هدى (باللاتينية: Commiphora gileadensis أو commiphora opobalsamum) هو نوع نباتي يتبع جنس البلسان من الفصيلة البخورية. ينتج منه بلسم مكة.
هي شجيرة تنبت بكثرة في المناطق الجبلية على السفوح وفي الأودية تزامناً مع المطر، إلا أنها تفقد أوراقها مباشرة بعد انقشاع ضباب موسم الأمطار الموسمية. وهي شجيرة معروفة ما بين مكة والمدينة. ويتواجد أيضًا في اليمن والجزيرة العربية ويبدو أنه انتقل منها إلى مصر وبلاد الشام.

## الصفات
تتميز الشجيرة برائحتها الفواحة العطرة عند فرك أوراقها أو أخذ غصن منها، لهذا تستخدم اغصان شجيرة البشام كمسواك ذو رائحة عطرة تعطر الفم، كما أن القشور المأخوذة من لحاء الشجيرة تحتوي على مادة عطرية راتنجية تستخدم كعصارة مطهرة للجروح ومبيدة للبكتيريا، فضلاً عن استخدام تلك القشور كشاي لذيذ.

## الاستخدامات
يستخدم أيضاً السائل اللزج ذو الرائحة العطرة النافذة الذي يخرج من لحاء الشجيرة كزيت، وهو المشهور باسم "بلسم مكة"، حيث يتم خدش اللحاء ويقطر منه ببطء سائل راتينجي يستخرج منه فيما بعد هذا الزيت. وتستخدم أيضاُ في صناعة العطور.